# 曼貝雷-卡代省
曼貝雷-卡代省（法語：Prefecture d'Mambéré-Kadéï）是中非共和国16省之一，首府貝貝拉蒂。该省与喀麦隆接壤。该省面积为 30,203平方公里，根據2003年人口普查，人口为289,688 人，人口密度低于10人/每平方千米。